# Lophius
Lophius es un género de peces lofiformes de la familia Lophiidae conocidos vulgarmente como rapes. Sus especies suelen ser muy apreciadas en gastronomía.
Por su contenido en grasa es un pescado de los denominados demersales o blancos, ya que para denominarse azules deberán poseer más de un 5% de materia grasa en su composición y el rape calculando su piel tiene un 4,5% lo que le situaría en semiblanco y sin ella, no llega al 2% con lo cual se considera demersal o blanco.[cita requerida]

## Alimentación
Poseen una prolongación en forma de rama sobre sus ojos, con una pequeña bolsa llena de bacterias lumínicas. Esta luz que genera atrae a sus presas, ya que vive entre tinieblas. Su alimentación es, por tanto, cualquier pez que sea atraído por las luces de su prolongación.

## Especies
Se reconocen las siguientes especies:
- Lophius americanus (Valenciennes, 1837) - Rape americano.
- Lophius budegassa (Spinola, 1807) - Rape negro o rape rojizo.
- Lophius gastrophysus (Miranda Ribeiro, 1915) - Rape pescador.
- Lophius litulon (Jordan, 1902) - Rape chino.
- Lophius lugubris Alcock, 1894 - Rape liso.
- Lophius piscatorius (Linnaeus, 1758) - Rape común o rape blanco.
- Lophius vomerinus (Valenciennes, 1837) - Rape diablo.